# Кошеватська волость
Кошеватська волость — історична адміністративно-територіальна одиниця Таращанського повіту Київської губернії з центром у містечку Кошевата.
Станом на 1886 рік складалася з 16 поселень, 12 сільських громад. Населення — 14168 осіб (6756 чоловічої статі та 7412 — жіночої), 1612 дворових господарств.
|                     | Площа, десятин | У тому числі орної, дес. |
| ------------------- | -------------- | ------------------------ |
| Сільських громад    | 13289          | 10394                    |
| Приватної власності | 8450           | 4380                     |
| Іншої власності     | 372            | 270                      |
| Загалом             | 22111          | 15044                    |

Поселення волості:
- Кошевата — колишнє власницьке містечко за 14 версти від повітового міста, 2669 осіб, 248 дворів, 2 православні церкви, костел, синагога, єврейський молитовний будинок, 2 школи, 2 постоялих будинки, 2 постоялих двори, 20 лавок, цегельний і пивоварний заводи.
- Буда — колишнє власницьке село, 320 осіб, 46 дворів, православна церква, постоялий будинок.
- Велика Березянка — колишнє власницьке село, 1776 осіб, 264 двори, православна церква, школа, лікарня, 3 постоялих будинки.
- Закутинці — колишнє власницьке село, 674 особи, 92 двори, православна церква, школа, постоялий будинок.
- Кислівка — колишнє власницьке село при струмкові, 453 особи, 66 дворів, православна церква, винокурний завод.
- Круті Горби — колишнє власницьке село при струмкові, 860 осіб, 113 дворів, православна церква, постоялий будинок.
- Лука — колишнє власницьке село, 1458 осіб, 221 двір, православна церква, школа, лікарня, 2 постоялих будинки, цегельний і бурякоцукровий заводи.
- Лук'янівка — колишнє власницьке село, 940 осіб, 154 дворів, православна церква, 2 постоялих будинки.
- Ставишівка (Станишівка) — колишнє власницьке село, 622 особи, 77 дворів, православна церква, постоялий будинок.
- Степок — колишнє власницьке село, 820 осіб, 106 дворів, православна церква, школа, постоялий будинок.

Старшинами волості були:
- 1909-1912 роках — Іван Федотович Недужий[2],[3],[4];
- 1913-1915 роках — Іван Миколайович Ясиновий[5],[6].